# 山科勝成
山科 勝成（やましな かつなり）は、16世紀頃に存在したとされる人物。
「ロルテス」というイタリア人（ローマ人）が蒲生氏郷によって士分に取り立てられ、「山科羅久呂左衛門勝成」と改名したと伝えられる。
一方で登場する史料の信頼性に疑問が呈され、ひいては山科勝成なる武士の実在についても否定的な見解がある。

## 動向
以下は、蒲生家伝来とされる史料「御祐筆日記抄略」によるものである。
同書に拠れば、天正5年（1577年）に「ロルテス」と名乗るローマ人が紹介状を携えて蒲生氏郷に召し抱えを求めてきた。紹介状には、ロルテスは軍人にして兵法はもとより天文・地理も極めて「張良、孔明をも凌ぐ」と記され、氏郷は家老一同との会議においてその可否を諮った。侃々諤々の会議となったが、最終的には扶持を与えて召し抱えることに決まった。ロルテスは小銃や大砲など武器の製作に従事することになり、名も「山科羅久呂左衛門勝成」と改めた。
以後、勝成は氏郷の麾下で各戦役に参加、小牧・長久手の戦いにおける峯城攻略戦では5番首を挙げた。さらに加賀野井城攻略戦では小山から大砲を操って落城へと追い込み、また逃亡を図る城兵の殲滅にも加わり、ひとりを斬り伏せ、ひとりの首を取った。それから7日後、勝成は氏郷の家臣12人と共に武器の買い付けのためローマへ遣わされた。2年半を経て、一行は彼地の「大僧正」より贈られた一巻の書物と、買い入れた鉄砲30挺を携えて帰国した。大いに満足した氏郷は、勝成に500石を加増した。以降、氏郷は他の者を遣わしながらローマとの通交を続けた。
帰国後、再び氏郷の麾下に入った勝成は、豊臣秀吉による九州征伐の支戦であった豊前国巌石城攻略戦において、やはり大砲を用いて城壁を破壊し、城方を壊滅に追い込んだ。小田原征伐では鉄棍棒を手に敵の先陣へ突入し、小川新左衛門なる者を討ち果たした。
これを最後に「御祐筆日記抄略」から勝成の動向は消える。のち、外務省が1884年に編纂した『外交志稿』によれば、文禄元年（1593年）、氏郷は朝鮮に渡るため軍艦の建造を望み、西洋から船大工の調達を図って勝成らを派遣したが、遣欧船はその途上で難破して安南国（ベトナム）に漂着し、勝成は現地人に殺害されたという。

## 資料・研究
「山科勝成」の名は外務省編纂の『外交志稿』で世に知られ、次いで1893年に渡辺修二郎が著した「世界に於ける日本人」で取り上げられたことにより、その知名度を上げた。『外交志稿』は参考史料を『蒲生家記』としており、渡辺は『蒲生家記』ほか数篇の史料を挙げたが、学術的に知られた『蒲生家記』に山科勝成および蒲生氏郷による遣欧使節の話は載っておらず、その情報の出所は不明瞭だった。その後、廃嫡された蒲生氏郷の子・氏俊から子孫に伝えられたとされる写本「蒲生氏郷事跡・御祐筆日記抄略」の存在が明らかとなった。この史料は蒲生家の家人・大野彌五左衛門なる者が、寛永19年（1642年）に著したものであると序文に記されているが、『蒲生家記』と重複する内容が多く、同書を底本として、筆を加えたものとみられる。
「御祐筆日記抄略」を調査した歴史学者・辻善之助は、以下の複数の観点からロルテス＝山科勝成の実在性、そして蒲生氏郷によるローマ遣使の史実性を否定している。
1. ロルテスの身元が甚だ不明瞭で、蒲生氏郷に紹介状を書けるほどの人物が誰であるのかも記されていない。
2. 学術的に知られた『蒲生家記』と照合したとき、山科勝成とローマ派遣についての記述だけが浮いた存在である。
3. これほど活躍した武将が、まして大砲を操るという極めて珍しい戦法を用いているのに、他の歴史文書に一切記録されていない。
4. 加賀野井城の攻略戦から7日後にはローマへ向けて出立しているのはあまりにも急である。どのような船で、誰の案内で行ったのかも判然としないし、現地の話も全く書かれていない。また、他の大名からの遣欧使節は出発から帰国までに7～9年を要しているのに対し、氏郷からの使節は7年で4往復もしている点も甚だ不可思議である。
5. 文章全体に時代が新しい語が散りばめられており、寛永19年成立の文書であるという点にも疑いを持たざるを得ない。

以上の点から辻は「御祐筆日記抄略」について、『蒲生家記』にロルテス＝山科勝成という架空の存在を付け足して、渡辺による入手から近い時代に書かれたものであるとし、勝成の通称「羅久呂左衛門」も、伊達政宗から発せられた慶長遣欧使節の長であった支倉常長の通称「六郎右衛門」のもじりではないかと推測している。また、ローマへの使節については「全くの絵空事」とし、当初その史実性が疑問視されながら、彼地において様々な史料が発見され事実確認に至った慶長遣欧使節とは、派遣元に史料が残されていないという点で事情が大いに異なると指摘している。
「御祐筆日記抄略」を最初に入手した渡辺修二郎は、辻と同様に文章表現が新しいことを認めつつも、「故意に捏造して紛れこませたという痕跡はない」ともし、「氏郷がローマ人を軍人として用いたのはあるいは事実であろう」と述べている。遣欧使節については「当時といえども2年半ないし3年でヨーロッパとの往復は全く不可能ではない」としているが、その一方でやはり現地の様子についての報告が全くないことを訝しみ、自身の調査でもローマに氏郷からの使節派遣を裏付ける史料が全く見つからなかったとしており、遣使があったとしてもフィリピン、マニラ、ゴアなど東南～南アジアへの通商団であって、書物を贈られたという「ローマの大僧正」も、実際はそうした土地における宗教者のことだったのではないかと推測している。
なお、勝成が登場する複数の創作物において、「イタリア人宣教師のオルガンティノが連れてきた元マルタ騎士団員で、本名はジョバンニ・ロルテス」という設定がなされていることがあるが、「御祐筆日記抄略」の上では、辻が史料批判を行っているとおり「知識を極めた軍人である」という以外に、名前も含め具体的な素性は全く書かれていない。

## 関連作品
- 太田ぐいや+幸田廣信『蒼眼赤髪 ～ローマから来た戦国武将～』双葉社